# Xenylla nirae
Xenylla nirae är en urinsektsart som beskrevs av da Gama och de Oliveira 1994. Xenylla nirae ingår i släktet Xenylla och familjen Hypogastruridae. Inga underarter finns listade i Catalogue of Life.